# انتخابات الرئاسة التشيلية 1931
انتخابات الرئاسة التشيلية 1931 هي الانتخابات الرئاسية التي جرت في 1931، في تشيلي، فاز بالانتخابات خوان استيبان مونتيرو.